# Louis Armstrong New Orleans International Airport

i7
i11
i13
Der Louis Armstrong New Orleans International Airport (IATA-Code: MSY, ICAO-Code: KMSY) ist der Flughafen der Stadt New Orleans im US-amerikanischen Bundesstaat Louisiana. Er liegt 19 km westlich von New Orleans in der Stadt Kenner im Jefferson Parish. Der Flughafen befindet sich in Besitz der Stadt New Orleans. Armstrong International ist der wichtigste Zivilflughafen der New Orleans metropolitan area und des südöstlichen Louisiana. Der Flughafen, der früher Moisant Field genannt wurde, ist auch unter den Bezeichnungen Louis Armstrong International Airport und New Orleans International Airport bekannt.
Mit seiner durchschnittlichen Meeresspiegelhöhe von nur 1,2 m ist er nach dem Flughafen Schiphol in Amsterdam, der 3 m unter dem Meeresspiegel liegt, der am zweitniedrigsten gelegene.
Louis Armstrong International wurde für Pünktlichkeit und Service im Februar 2008 vom Nachrichtenmagazin U.S. News & World Report auf Platz 4 in der Liste der 47 verkehrsreichsten Flughäfen der USA gesetzt.
Einstmals war der Flughafen ein wichtiges Tor nach Lateinamerika. Diese Verbindungen sind aber inzwischen an die Drehkreuze der Internationalen Airlines gegangen.
Der heute noch für die Allgemeine Luftfahrt genutzte kleinere New Orleans Lakefront Airport war bis zum Zweiten Weltkrieg der Hauptflughafen von New Orleans.

## Geschichte
Der Flughafen hieß ursprünglich Moisant Field und war nach dem Stunt-Piloten John Moisant benannt. Dieser stürzte 1910 auf dem damals noch landwirtschaftlich genutzten Feld ab, das danach Moisont Stock Yard genannt wurde. Die Anfangsbuchstaben bilden noch immer den IATA-Code des heutigen Flughafens.
Als der damalige Hauptflughafen, der New Orleans Lakefront Airport, nicht mehr ausreichte, begannen 1940 die Planungen für einen neuen Flughafen. 1944 wurde das Gebiet erstmals als Militärflugplatz genutzt. Ab 1946 wurde das Moisant Field als ziviler Flughafen genutzt.
Bis 1959 fand die Abfertigung der Passagiere in einer hangarähnlichen Behelfskonstruktion statt, bis ein neues Abfertigungsgebäude errichtet wurde, dessen Kern auch heute noch in Betrieb ist.
In den 1960er Jahren ließ die Stadtverwaltung prüfen, ob ein größerer neuer Flughafen gebaut werden könnte. Dieser sollte ähnlich erfolgreich arbeiten können, wie der George Bush Intercontinental Airport in Houston oder der Dallas-Fort Worth International Airport in Dallas. Der Flughafen sollte im Osten der Stadt auf einer künstlich erschaffenen Insel und mit Anschluss an die Interstate 10 und den U.S. Highway 90 in einer Bucht des Lake Pontchartrain entstehen. Zu Beginn der 1970er Jahre wurde aber beschlossen, lediglich den bestehenden Flughafen zu modernisieren und so wurden die derzeit bestehenden Terminals und Abflughallen errichtet. Nur wenige Monate vor dem Hurrikan Katrina stellte Bürgermeister Ray Nagin einen Plan vor, der einen neuen Flughafen im weiter westlich der Stadt gelegenen Montz vorsah. Diese Initiative erlitt dann aber das gleiche Schicksal, wie die früheren Pläne.
Früher betrieb Eastern Air Lines einen ausgedehnten Liniendienst von MSY. Mit Flugzeugen wie der Boeing 727 wurden Dallas, Tampa und Miami ebenso angeflogen wie New York und Atlanta. National Airlines flog  Miami, Tampa, Houston, Las Vegas, Los Angeles, San Diego und San Francisco International Airport an. Bis 1979 flog Southern Airways MSY mit Flugzeugen des Typs Douglas DC-9 an. Delta Air Lines war eine weiter große Fluggesellschaft mit Verbindungen nach MSY. Heute ist Southwest Airlines die Gesellschaft mit dem höchsten Passagieraufkommen in New Orleans.
MSY war im Jahre 1985 Drehkreuz für die nur drei Monate bestehende Pride Air.
Anlässlich seines 100. Geburtstages wurde der Flughafen im Jahre 2001 nach dem berühmten aus New Orleans stammenden Jazz-Musiker Louis Armstrong benannt.

### Hurrikan Katrina
Beim Herannahen des Hurrikans Katrina wurde der Flughafen am 28. August 2005 für den öffentlichen Verkehr geschlossen. Anfang September erfolgte die Freigabe für Militärmaschinen, die Hilfsgüter einflogen und Menschen aus der überfluteten Stadt evakuierten. Am 13. September 2005 wurde der Flughafen wiedereröffnet.

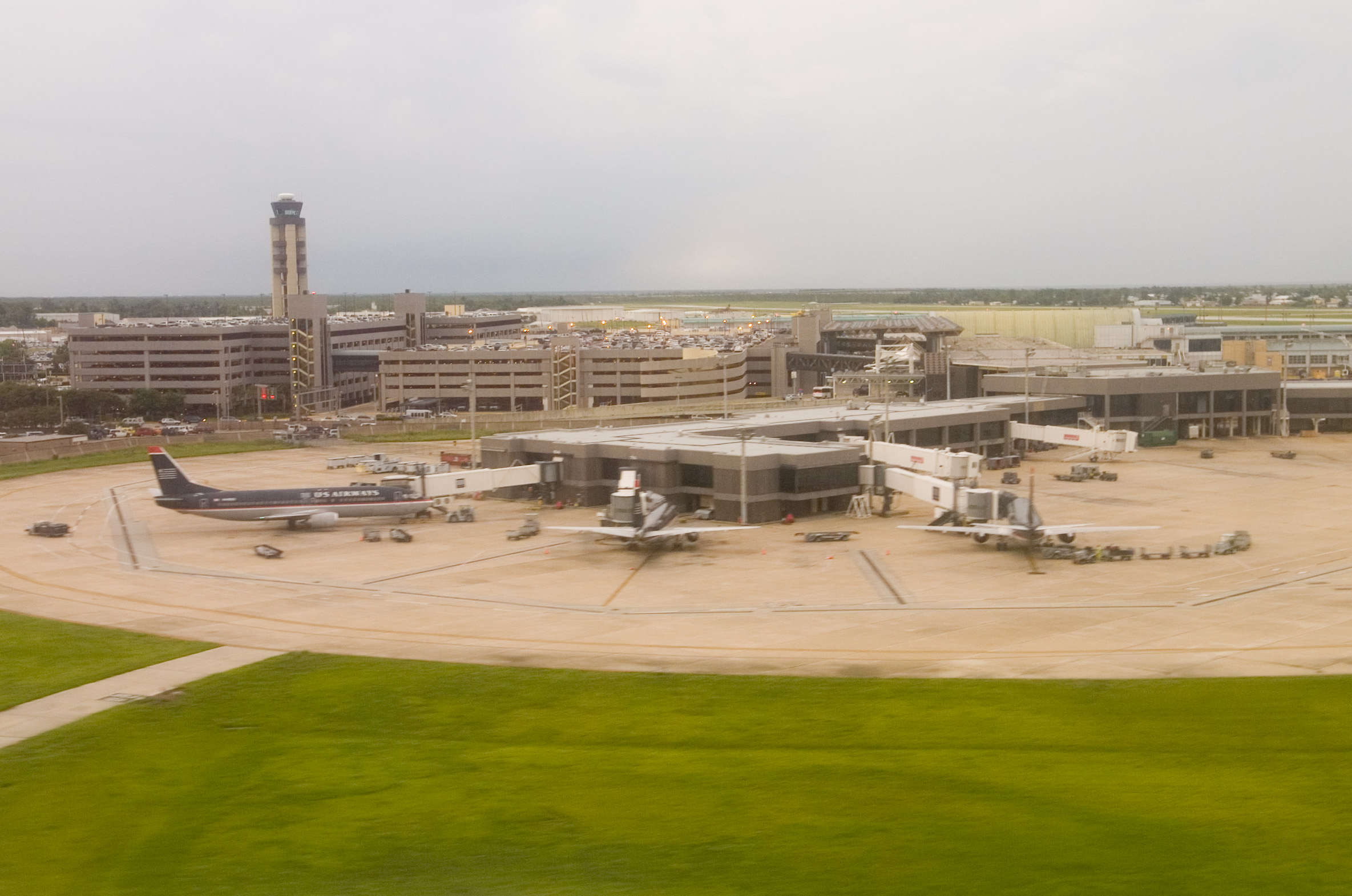
Armstrong Airport im Juni 2007

Begonnen hat Delta Air Lines mit vier Verbindungen nach Atlanta und einer von Northwest Airlines nach Memphis. Allmählich begannen auch andere Airlines wie American Airlines, Southwest Airlines und Continental Airlines mit anfangs noch eingeschränktem Service den Verkehr wieder aufzunehmen.
Ab dem 14. Januar 2016 wurde nördlich der Start- und Landebahn 11/29 ein neues Passagierterminal errichtet, welches am 6. November 2019 eröffnet wurde. Ursprünglich war die Eröffnung für den 15. Mai 2019 geplant, wurde jedoch im April 2019 verschoben.

## International
Der Louis Armstrong New Orleans International Airport hat in der Abflughalle C einen Bereich für internationale Flüge. Dort sind Räume für die Sicherheitskontrollen, den Zoll und die Einwanderungsbehörde untergebracht. Die Gates ermöglichen einen direkten Zugang zu den Flugzeugen und sind in der Lage, Flugzeuge bis zur Größe einer Boeing 747-400 abzufertigen.
Seit September 2009 existiert eine internationale Nonstop-Verbindung. Aeroméxico Connect fliegt mit Flugzeugen des Herstellers Embraer nach Mexiko-Stadt.

### Frühere internationale Verbindungen
Vor dem Hurrikan Katrina gab es reguläre Verbindungen von Air Canada nach Toronto und der Grupo TACA nach San Pedro Sula in Honduras. In den 1980er Jahren diente New Orleans als Zwischenstopp für Flüge von London nach Mexiko-Stadt. National Airlines flog nonstop Amsterdam an, zeitweise bot Eastern Air Lines Verbindungen nach Flughafen Caracas (Venezuela) und nach Panama-Stadt in Panama an. Continental Airlines und Aeroméxico boten Flüge nach Mexiko-Stadt und Cancún an. in den 1990er Jahren flog Trans World Airlines mit McDonnell Douglas MD-80-Maschinen Mexiko-Stadt an. In den 1970er und 1980er Jahren flogen verschiedene Fluggesellschaften Mittelamerika an. Diese sind heute entweder Bestandteil der Grupo TACA oder in Insolvenz gegangen.
In den 1990er und den 2000er Jahren flogen in der Feriensaison Charter-Gesellschaften zweimal pro Woche mit Boeing 727 oder 737 Montego Bay in Jamaika und die Bahamas an.

### Wiederaufnahme des internationalen Verkehrs
Alle internationalen Flüge von und nach MSY wurden nach dem Hurrikan Katrina eingestellt. Die ersten internationalen Flüge nach Katrina waren Charterflüge aus London, Manchester, Bournemouth und Nottingham in Großbritannien, die anlässlich des Mardi Gras anreisten.
Grupo TACA begann im Sommer 2008 saisonale Charterflüge von MSY nach San Pedro Sula und nach San Salvador auf.
Im Juli 2009 nahm  Aeroméxico und ihre Tochtergesellschaft Aerotiteral den Verkehr von MSY nach Mexiko-Stadt auf.
Ab Mai 2017 wird New Orleans non stop aus Frankfurt von Condor angeflogen.

## Flughafenanlagen

Flughafendiagramm

Der Louis Armstrong New Orleans International Airport hat eine Fläche von 607 Hektar.

### Start- und Landebahnen
Der Louis Armstrong New Orleans International Airport verfügt über zwei Start- und Landebahnen. Die Start- und Landebahn 11/29 ist 3080 Meter lang, 46 Meter breit und mit einem Belag aus Beton ausgestattet. Die Start- und Landebahn 02/20 ist 2134 Meter lang, 46 Meter breit und ebenfalls mit einem Belag aus Beton ausgestattet.

### Terminals und Abflughallen
Das Passagierterminal des Louis Armstrong New Orleans International Airport ist in die drei Concourses mit insgesamt 35 Flugsteigen und ebenso vielen Fluggastbrücken unterteilt. Die Errichtung des Terminals begann am 14. Januar 2016. Die Eröffnung erfolgte nach einer Verschiebung am 6. November 2019.

#### Concourse A
Im Concourse A befinden sich sechs Flugsteige mit den Bezeichnungen A1 bis A6.

#### Concourse B
Im Concourse B befinden sich vierzehn Flugsteige mit den Bezeichnungen B2 bis B12 und B14 bis B16.

#### Concourse C
Im Concourse C befinden sich fünfzehn Flugsteige mit den Bezeichnungen C1 bis C12 und C14 bis C16.

### Ehemalige Terminals und Abflughallen
Louis Armstrong International hatte bis 2019 zwei Terminals (Ost und West), die mit der zentralen Schalterhalle verbunden waren. Daran angeschlossen waren vier Abflughallen (A, B, C und D). Im Zuge der Eröffnung des neuen Terminals wurden die beiden alten Passagierterminals geschlossen.

#### Halle A
Die Halle A wurde 1974 eröffnet und hatte sechs Gates: A1, A3, A5, A6, A7, A8. Sie wurde jedoch bis auf weiteres geschlossen.

#### Halle B
Die Halle B wurde 1974 eröffnet und hatte zehn Gates mit den Bezeichnungen B2, B4, B5, B7, B8, B9, B10, B11, B12 und B15. Sie wurde ausschließlich von Southwest Airlines genutzt.

#### Halle C (International)
Flüge in die Karibik und nach Kanada, Charterflüge und Reserve-Gates
Die Halle C wurde 1991 eröffnet und hatte 15 Gates mit den Bezeichnungen C1 bis C12 und C14 bis C16. Sie wurde von den Fluggesellschaften Alaska Airlines, Allegiant Air, American Airlines, British Airways, Condor Flugdienst, Copa Airlines, Frontier Airlines, Jetblue Airways und Spirit Airlines genutzt. Daneben wurden auch Charterflüge von Vacation Express abgefertigt.

#### Halle D
Die Halle D war die neueste und beherbergte mit dem Delta Air Lines Sky Club zeitweise den einzigen noch verbliebenen Airline Club des Flughafens. Die Halle D hat zwölf Gates mit den Bezeichnungen D1 bis D12. Sie wird von Air Canada, Delta Air Lines und United Airlines genutzt.

## Flugziele
Es werden 47 Ziele in den Vereinigten Staaten bedient, darunter befinden sich vor allem die Drehkreuze der einzelnen Fluggesellschaften. Zusätzlich werden neun internationale Ziele angeflogen. Als einziges Ziel im deutschsprachigen Raum wird Frankfurt durch Condor bedient.

## Verkehrszahlen
| Jahr | Fluggastaufkommen | Fluggastaufkommen | Fluggastaufkommen | Luftfracht (Tonnen) (mit Luftpost) | Kommerzielle Flugbewegungen |
| Jahr | National          | International     | Gesamt            | Luftfracht (Tonnen) (mit Luftpost) | Kommerzielle Flugbewegungen |
| ---- | ----------------- | ----------------- | ----------------- | ---------------------------------- | --------------------------- |
| 2019 | 13.426.631        | 218.035           | 13.644.666        | 60.338                             | 119.519                     |
| 2018 | 12.905.269        | 217.493           | 13.122.762        | 58.538                             | 115.868                     |
| 2017 | 11.829.339        | 180.173           | 12.009.512        | 51.882                             | 111.689                     |
| 2016 | 11.042.945        | 96.476            | 11.139.421        | 48.829                             | 111.173                     |
| 2015 | 10.589.097        | 84.204            | 10.673.301        | 40.269                             | 105.277                     |
| 2014 | 9.738.768         | 46.626            | 9.785.394         | 40.112                             | 100.474                     |
| 2013 | 9.164.708         | 42.928            | 9.207.636         | 42.085                             | 100.956                     |
| 2012 | 8.560.694         | 40.295            | 8.600.989         | 46.784                             | 90.672                      |
| 2011 | 8.497.696         | 50.679            | 8.548.375         | 48.464                             | 92.746                      |
| 2010 | 8.183.172         | 20.133            | 8.203.305         | 52.738                             | 89.003                      |
| 2009 | 7.776.362         | 11.011            | 7.787.373         | 52.651                             | 86.857                      |
| 2008 | 7.956.344         | 11.653            | 7.967.997         | 45.238                             | 92.989                      |
| 2007 | 7.517.678         | 14.219            | 7.531.897         | 44.867                             | 85.983                      |
| 2006 | 6.202.247         | 16.172            | 6.218.419         | 46.014                             | 72.338                      |
| 2005 | 7.711.079         | 64.068            | 7.775.147         | 66.123                             | 88.628                      |
| 2004 | 9.628.563         | 104.616           | 9.733.179         | 80.914                             | 120.283                     |
| 2003 | -                 | -                 | 9.285.957         | -                                  | -                           |

### Verkehrsreichste Strecken
| Rang | Stadt                     | Passagiere | Fluggesellschaften                         |
| ---- | ------------------------- | ---------- | ------------------------------------------ |
| 01   | Atlanta, Georgia          | 743.820    | Delta, Southwest, Spirit                   |
| 02   | Houston–Bush, Texas       | 367.740    | Spirit, United                             |
| 03   | Dallas/Fort Worth, Texas  | 357.390    | American, Spirit                           |
| 04   | Los Angeles, Kalifornien  | 329.900    | American, Delta, Southwest, Spirit, United |
| 05   | Denver, Colorado          | 328.210    | Frontier, Southwest, Spirit, United        |
| 06   | Houston–Hobby, Texas      | 309.030    | Southwest                                  |
| 07   | Chicago–O’Hare, Illinois  | 251.440    | American, Spirit, United                   |
| 08   | Dallas–Love, Texas        | 249.720    | Southwest                                  |
| 09   | Charlotte, North Carolina | 249.500    | American                                   |
| 10   | Orlando, Florida          | 238.630    | Frontier, Southwest, Spirit                |

## Zwischenfälle
- Am 16. November 1959 stürzte eine Douglas DC-7B der Delta Airlines, betrieben für National Airlines, (Luftfahrzeugkennzeichen N4891C) aus Tampa kommend aus unbekanntem Grund vor New Orleans in den Golf von Mexiko. Alle 42 Menschen an Bord starben (siehe auch National-Airlines-Flug 967).[19]

- Am 20. März 1969 wurde eine Douglas DC-3-216 der US-amerikanischen Avion Airways (N142D) bei dichtem Nebel im Anflug auf den Flughafen New Orleans extrem hart auf der Landebahn aufgesetzt, prallte ab und schlug 940 Meter weiter erneut auf den Boden auf. Das Flugzeug überschlug sich und fing Feuer. Die Landebahnsicht betrug nur 180 Meter statt des vorgeschriebenen Minimums von 730 Metern. Durch diesen CFIT (Controlled flight into terrain) wurden von den 27 Insassen 16 getötet, alle drei Besatzungsmitglieder und 13 Passagiere.[20]

- Am 9. Juli 1982 startete eine Boeing 727 der Pan American World Airways (N4737) auf dem Flughafen New Orleans nach einer Zwischenlandung aus Miami kommend mit dem Ziel Las Vegas. Die Maschine sollte von der ost-westlich verlaufenden Startbahn 10/28 starten, gewann aber beim Start nicht genügend Höhe. Das Flugzeug streifte einige Bäume und stürzte in ein Wohngebiet. Bei dem Unfall starben 153 Menschen (alle 145 Flugzeuginsassen und 8 Menschen am Boden). Der Unfall war zum damaligen Zeitpunkt der zweitschwerste tödliche Flugunfall in der Geschichte der USA. Die mit der Ursachenermittlung betraute NTSB fand heraus, dass Scherwinde während der Phase des Abhebens den Unfall verursacht hatten. Scherwindmessgeräte an Bord der Maschinen und auf dem Flughafengelände (so auch in MSY) schützen heute moderne Flugzeuge besser vor solchen atmosphärischen Turbulenzen (siehe auch Pan-Am-Flug 759).[21]

- Am 20. Juli 1988 startete eine Douglas DC-6/C-118A der salvadorianischen TACA International Airlines (N33VX) vom Flughafen San Salvador-Comalapa mit Treibstoff für 7 Stunden an Bord. Nach 4,3 Stunden verloren die Triebwerke 1, 2 und 3 die Leistung. Bei der Notlandung bei Golden Meadow, Louisiana (USA) schlug das Fahrwerk gegen einen Deich, die Tragfläche auf den Boden und das Flugzeug in einem Entwässerungsgraben auf. Bis zum Ziel, dem Flughafen New Orleans, wären es noch 68 Kilometer nordwärts gewesen. Das Flugzeug wurde irreparabel beschädigt. Aufgrund eines offen gelassenen Ablassventils in der Triebwerksgondel Nr. 4 war die ganze Zeit über Treibstoff verloren gegangen. Alle 3 Besatzungsmitglieder, die einzigen Insassen auf dem Frachtflug, wurden getötet (siehe auch Flugunfall einer Douglas DC-6 der TACA in Louisiana 1988).[22]